# Février 1921

## Événements
- 3 - 4 février : le général Russe blanc baron Ungern-Sternberg expulse la garnison chinoise d’Ourga en Mongolie et s’installe comme dictateur. Il est chassé en juillet par les Soviets.
- 8 février : l'express 1018 Paris Lyon, percute en gare de FEURS un véhicule dans lequel s'étaient installés de jeunes conscrits faisant la fête. Ils avaient insisté auprès du garde-barrière pour pouvoir passer. Ce dernier avait cédé.   Il y eut 11 morts,  11 Jeunes gens entre 17 et 21 ans.

- 9 février : après un siège de plus de six mois qui a comporté deux mois et demi de blocus, capitulation de la ville d'Aintab devant l'Armée française du Levant (deux mille prisonniers turcs).

- 18 février : 
  - les paysans arméniens, conduit par les Dachnaks, se soulèvent et chassent le gouvernement communiste et les troupes russes. Un comité de Salut de l’Arménie est formé sous la présidence de Simon Vratsian;
  - premier prototype d’hélicoptère d’Étienne Œhmichen.

- 19 février : alliance défensive entre la Pologne et la France[1].

- Nuit du 20 au 21 février (Iran) : coup d’État de Reza Pahlavi provoqué par l’occupation de certaines parties du pays par les Russes et les Britanniques.

- 22 février : première traversée des États-Unis d'Ouest en Est (coast to coast) de San Francisco à New York avec escales pour un vol postal. La partie du vol entre North Platte (Nebraska) et Chicago est effectuée de nuit. Durée totale du vol : 33 heures et 20 minutes.

- 25 février : la Géorgie est occupée par les Soviétiques.

- 27 février : 
  - Ouverture de la Conférence de Londres ;
  - Mariage du diadoque Georges de Grèce et de la princesse Élisabeth de Roumanie à Bucarest.

- 28 février (Russie) : mutinerie des marins de Kronstadt. Répression brutale.

## Naissances
- 2 février : Hyacinthe Thiandoum, cardinal sénégalais, archevêque de Dakar († 18 mai 2004).
- 5 février : Lise Thiry, scientifique et femme politique belge († 20 janvier 2024).
- 8 février : Hans Albert, philosophe allemand († 24 octobre 2023).
- 11 février : Antony Padiyara, cardinal indien, archevêque syro-malabar († 23 mars 2000).
- 14 février : Hazel McCallion, femme politique canadienne († 29 janvier 2023).
- 20 février : Joseph A. Walker, pilote d'essai et astronaute américain († 8 juin 1966).
- 21 février :
  - Antonio Maria Javierre Ortas, salésien, cardinal espagnol de la Curie romaine († 1er février 2007).
  - Simon Nora, haut fonctionnaire français († 5 mars 2006).
  - John Rawls, philosophe américain († 24 novembre 2002).
- 22 février :
  - Italo Mereu, juriste et universitaire (professeur de droit) italien. († 17 janvier 2009).
  - Ernest Risse, peintre et verrier français († 19 mars 2003).
  - Jean-Bedel Bokassa, président puis empereur de la République centrafricaine sous le nom de Bokassa Ier († 3 novembre 1996).
- 24 février : Marília Chaves Peixoto, mathématicienne et ingénieure brésilienne († 24 février 1921).
- 25 Février : Archibald Menguonso, homme politique irlandais. ( mort le 14 décembre 2018 )
- 27 février : Pierre Laporte, homme politique québécois, vice-Premier ministre et ministre († 17 octobre 1970).
- 28 février :
  - Marcel Chevalier, bourreau français († 8 octobre 2008).
  - Pierre Clostermann, aviateur français († 22 mars 2006).

## Décès
- 2 février : Andrea Carlo Ferrari, cardinal italien, archevêque de Milan (° 13 août 1850).
- 4 février : Xavier Mellery, peintre belge (° 9 août 1845).